# 福建省寧化第一中學
福建省寧化第一中學，簡稱寧化一中，是福建省寧化縣一所高级中學。学校创办于1927年，并于1957年改为现名。其占地面积83840.4m²。2021年9月时，学校有54个教学班，2523名学生，教职员工260人。现任校长吴太明。

## 历史沿革
1927年，学校建立，称为连冈中学。
此后，学校先后易名为“宁明清三县联立初级中学”、“宁化县立初级中学”、“福建省立宁化中学”。
1957年，福建省立宁化中学正式更名为“福建省宁化第一中学”。
1959-1961年，学校改名为“清宁一中”，1961年后改回原名。

## 知名校友
- 雷霁霖（1935-2015）：中国工程院院士，海水鱼类养殖专家。
- 陈忠表（1937-）：高级经济师，前中国远洋运输（集团）总公司总裁。
- 范必勤（1931-）：生物学家。
- 张启舜（1937-）：教授级水利高级工程师。
- 马谋超（1937-）：中科院心理所研究员，北京广播电视大学兼职教授，中国广告协会学术委员会常委。
- 温鹏辉：中国外交部外交官。
- 董贞（1986-）：中国内地古风女歌手。